# 仙桃站
仙桃站，位于湖北省仙桃市龙华山街道，由武汉局集团管辖；是武仙城际铁路的尽头式客运站，预留延伸至洪湖、监利，形成武汉到常德的快速通道。形成武汉枢纽“米”字型构架中的西南通道。2020年12月26日随武仙城际铁路通车而启用。

## 历史
2018年10月，武仙城际铁路全线正式开工。
2019年5月9日，仙桃站站房及配套工程正式开工。
2020年12月26日，仙桃站随武仙城际铁路通车而启用。

## 车站结构
仙桃站站房总建筑面积1.2万平方米，站场规模2台4线，为尽头式高架车站；设计为高峰每小时聚集2000人，建筑造型以“大鹏展翅、仙桃腾飞”为创意。